# Élections municipales moldaves de 2023
Les élections municipales moldaves de 2023 ont lieu les 5 et 19 novembre 2023 en Moldavie afin de renouveler les conseils municipaux dont notamment celui de la capitale Chisinau.

## Contexte
Les précédentes élections municipales voient la victoire du Parti des socialistes (PSRM) qui remporte une majorité des municipalités dont celle de Chisinau. Le PSRM est alors au pouvoir au niveau national en coalition avec le Bloc électoral ACUM depuis la crise constitutionnelle de juin 2019, qui a porté Maia Sandu au poste de première ministre,, La victoire du socialiste Ion Ceban sur le candidat de l'ACUM Andrei Năstase dans la capitale moldave, pourtant considéré comme un bastion des forces pro-européennes, constitue une première depuis l'indépendance et marque une défaite notable pour l'alliance ACUM,,.
Moins d'une semaine plus tard, le Parti des socialistes fait tomber le gouvernement Sandu par la vote d'une motion de censure avec l'opposition, puis forme un gouvernement avec le parti démocrate au pouvoir avant 2019, reléguant ainsi Maia Sandu dans l'opposition. Cette dernière remporte cependant l'élection présidentielle de novembre 2020 en faisant campagne sur un programme favorable à l'Union européenne, face au président PSRM sortant Igor Dodon, qui conduit depuis plusieurs années un rapprochement avec la Russie de Vladimir Poutine,. La victoire de Sandu est confirmée aux élections législatives de juillet 2021, convoquées de manière anticipée, son Parti action et solidarité remportant la majorité absolue des voix et des sièges, tandis que les socialistes et communistes connaissent un recul. Les élections voient par ailleurs l'émergence du Parti Șor, une nouvelle formation pro-russe dirigée par l'oligarque éponyme Ilan Șor.
Les élections municipales de 2023 sont un nouveau test électoral pour les forces pro-européennes face à l'opposition pro-russe dans le contexte de l'invasion de l'Ukraine par la Russie en février 2022. La présidente Maia Sandu apporte son soutien à l'Ukraine du président Volodymyr Zelensky. Comme cette dernière, la Moldavie obtient le 23 juin 2022 le statut de  pays candidat d'adhésion à l'Union européenne. Accusé de participer aux tentatives de déstabilisation du pays par la Russie dans le contexte de l'invasion de l'Ukraine, le Parti Șor est finalement interdit sur décision de la Cour constitutionnelle le 19 juin 2023.

## Mode de scrutin
Les postes de maires sont à pourvoir au scrutin uninominal majoritaire à deux tours pour un mandat de quatre ans. Pour que le scrutin soit validé dans les circonscriptions concernées, le quorum de 25 % de participation doit être atteint. À défaut, le scrutin y est recommencé.

## Résultats

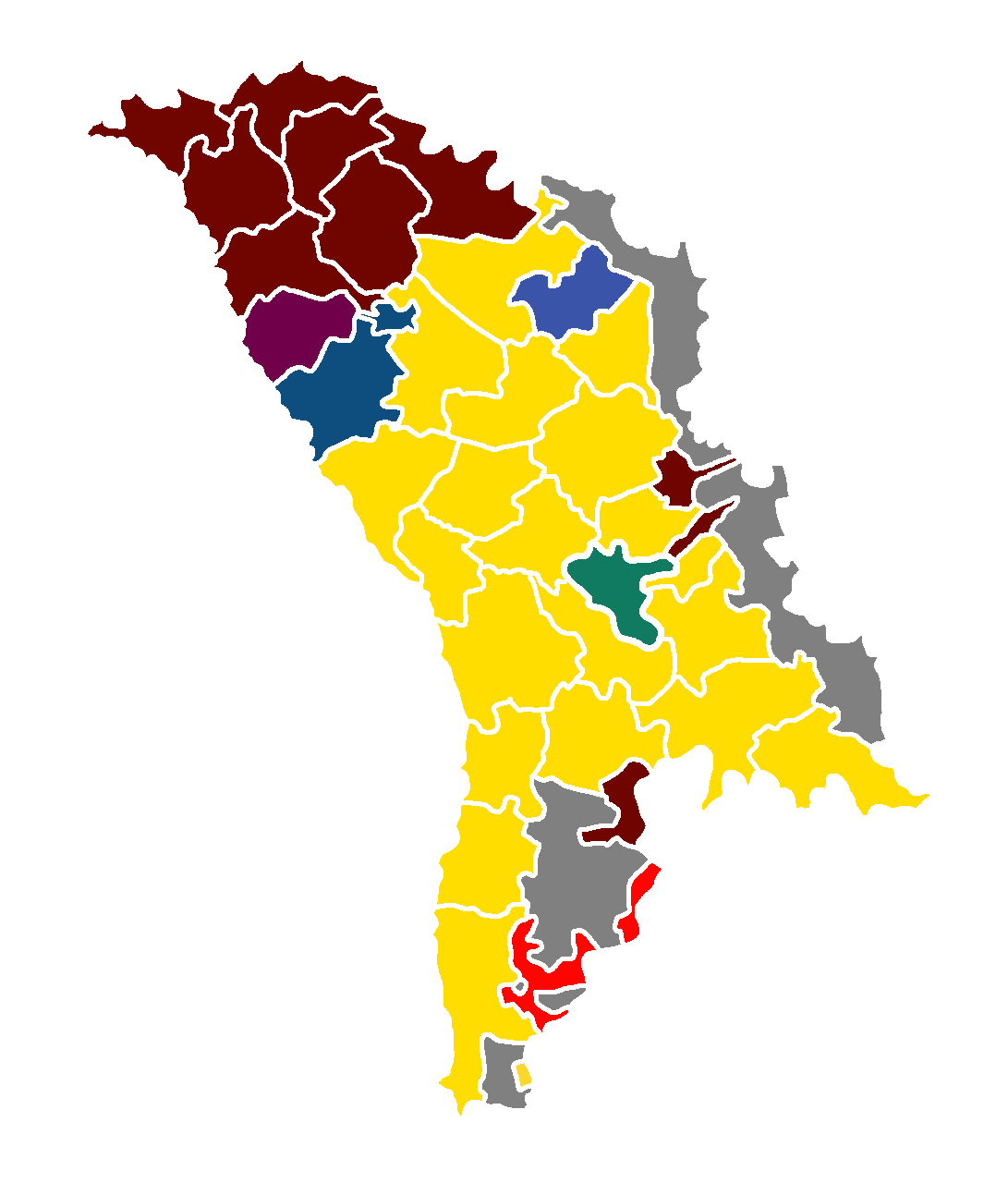
Parti arrivé en tête par district

Le Parti action et solidarité (PAS) de la présidente Maia Sandu arrive largement en tête au niveau national avec plus de 40 % des voix, et l'emporte dès le premier tour dans 244 municipalités sur 898. Le PAS échoue cependant dans plusieurs grandes villes dont la capitale Chișinău, remportée par le maire sortant Ion Ceban et son Mouvement alternatif national (MAN) fondé fin décembre 2021, qui réunit de justesse la majorité absolue dès le premier tour face au candidat du PAS, Lilian Carp.